# Pedro Marques (Politiker)

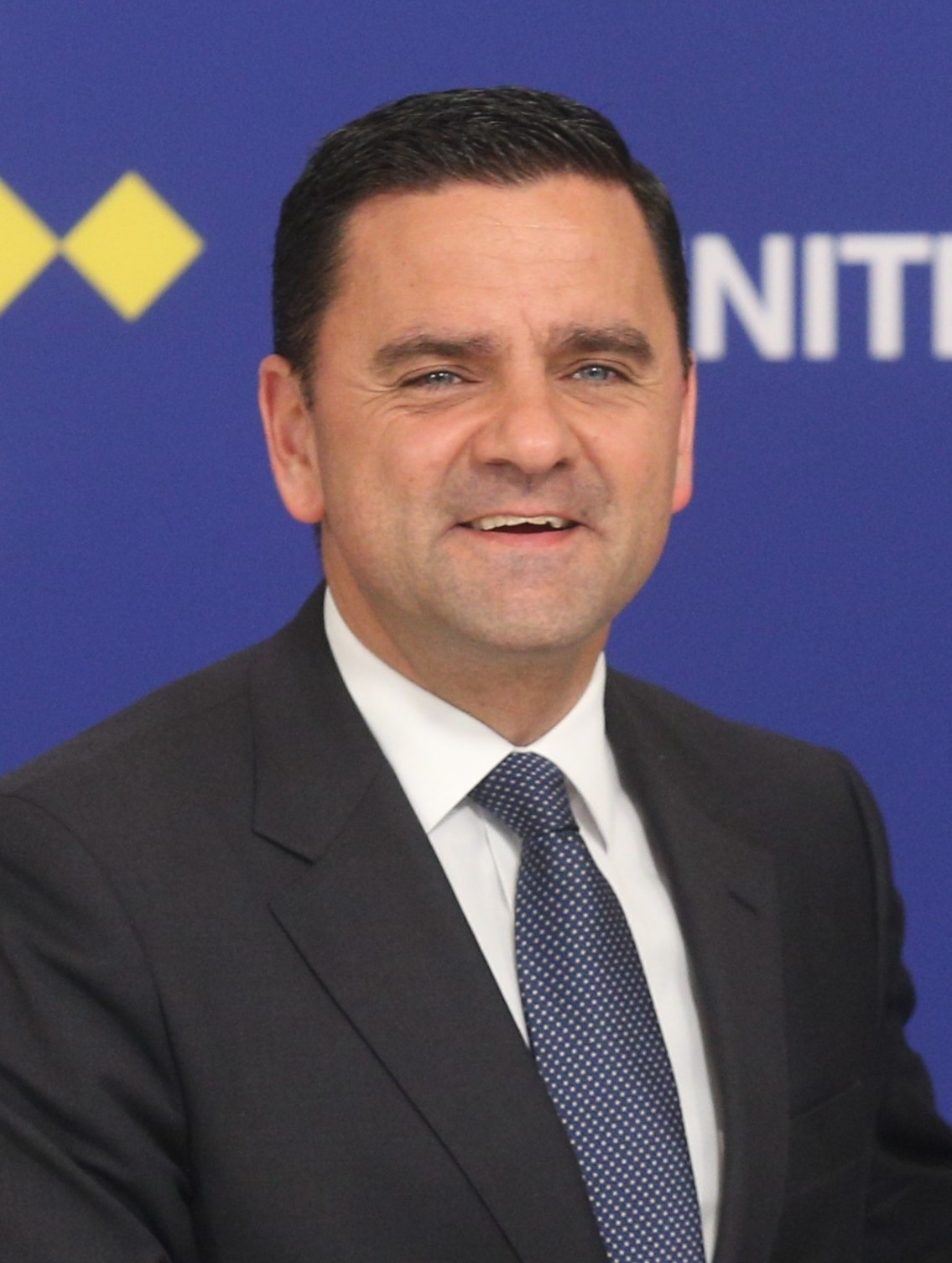
Pedro Marques (2018)

Pedro Manuel Dias de Jesus Marques (* 1. August 1976 in Alcochete oder Lissabon) ist ein portugiesischer Politiker der Partido Socialista (PS). Von 2015 bis 2019 war er Minister für Planung und Infrastruktur im Kabinett Costa I. Vom 2. Juli 2019 bis zum 15. Juli 2024 war er Mitglied des Europäischen Parlaments der Sozialdemokratischen Partei Europas in der Fraktion der Progressiven Allianz der Sozialdemokraten im Europäischen Parlament.

## Leben
Pedro Marques absolvierte 1997 ein Studium der Wirtschaftswissenschaften, 2001 erwarb er einen Master in International Economy. 2001/02 war er im Ministerium für Arbeit und soziale Sicherheit tätig. Von 2002 bis 2005 war er Mitglied im Stadtrat von Montijo, wo er die Bereiche Gesundheit, soziale und wirtschaftliche Entwicklung, Wohnungsbau, Jugend und Planung verantwortete. Von März 2005 bis Juni 2011 war er unter Premierminister José Sócrates Staatssekretär für soziale Sicherheit.
Von 2009 bis 2014 war er in der 11. und 12. Wahlperiode Mitglied der Assembleia da República, dem portugiesischen Parlament; in der 11. Legislaturperiode als Vertreter des Wahlkreises Setúbal und in der 12. Legislaturperiode als Vertreter des Wahlkreises Portalegre. Ab 2011 fungierte er dort auch als stellvertretender Vorsitzender der sozialistischen Fraktion. Im Oktober 2014 wurde er Mitglied der Geschäftsführung von Capgemini Portugal.
Vom 26. November 2015 bis zum 18. Februar 2019 gehörte er als Minister für Planung und Infrastruktur dem Kabinett Costa I (XXI Governo Constitucional de Portugal) an. Von der Partido Socialista (PS) wurde er als Spitzenkandidat für die Europawahl in Portugal 2019 nominiert. Die PS gewann mit 33,38 Prozent 9 der 21 portugiesischen Sitze, sodass Marques direkt einzog. Er trat, wie auch seine Parteikolleginnen und -kollegen, der sozialdemokratischen Parlamentsfraktion bei. Für die Fraktion ist er Mitglied im Ausschuss für regionale Entwicklung sowie stellvertretendes Mitglied im Ausschuss für Wirtschaft und Währung.
Von der portugiesischen Regierung wurde er im August 2019 neben Elisa Ferreira als Kandidat als EU-Kommissar der Kommission von der Leyen I gehandelt, Ferreira setzte sich jedoch durch. Nach der EU-Wahl 2024 schied er im Juli 2024 aus dem EU-Parlament aus.